# Кушлянский сельсовет
Кушлянский сельсовет — упразднённая административная единица на территории Сморгонского района Гродненской области Белоруссии.

## Состав
Кушлянский сельсовет включал 20 населённых пунктов:
- Гавдевичи — деревня.
- Гайди — деревня.
- Дордишки — деревня.
- Желигово — деревня.
- Заболотье — деревня.
- Крапивно — деревня.
- Кушляны — деревня.
- Мелевщина — деревня.
- Нестеняты — деревня.
- Наздрачуны — деревня.
- Осипаны — деревня.
- Потевичи — деревня.
- Рачкяны — деревня.
- Рудали — деревня.
- Рудишки — деревня.
- Слобода — деревня.
- Стрипуны — деревня.
- Тижишки — деревня.
- Щепаны — деревня.
- Ябровичи — деревня.